# На руїнах
«На руїнах» — драматична поема Лесі Українки про руїни поневоленого Єрусалима, написана 1904 року . Вона стала третім великим твором поетеси на біблійну тематику.

## Опис
У творі розповідається про горе і відчай людей, які залишилися без даху над головою, їжі й одягу. Сонні люди здаються вбитими, а поле, де вони знаходяться, наче вкрите трупами. І цими руїнами ходить від однієї групи людей до іншої пророчиця Тірца і підбадьорює занепалих духом. На гіркі зітхання, на згадування про смерть, яка скосила близьких, вона радить будувати нову хату, дбати про свою оселю, щоб «не була чужою в ріднім краю». Тірца закликає зневіреного до праці, перекувати іржавий меч на рало. Їй боляче споглядати на розбрат між поневоленими. Вона закликає до єднання, до праці, до відбудови зруйнованого. Трагізм пророчиці в тому, що люди її не розуміють і проганяють, прирікаючи самих себе на довге рабське існування .

## Інсценізація
Першим в Україні поему поставив «На руїнах» поставив Єврейський музично-драматичний театр імені Шолом-Алейхема.